# Alpioniscus tuberculatus
Alpioniscus tuberculatus is een pissebed uit de familie Trichoniscidae. De wetenschappelijke naam van de soort is voor het eerst geldig gepubliceerd in 1939 door Frankenberger.